# Elecciones generales de Túnez de 1994
Las elecciones generales de Túnez se llevaron a cabo el 20 de marzo de 1994 para elegir un presidente y a la Cámara de Diputados. Zine El Abidine Ben Ali fue reelegido para un segundo mandato sin oposición debido a que era el único candidato habilitado para presentarse con el respaldo de 30 figuras políticas, una exigencia de la Constitución. En las elecciones legislativas, el partido de Ben Ali, la Agrupación Constitucional Democrática (RCD), obtuvo 144 de los 163 escaños tras recibir el 97.1% de los votos válidos. Otros seis partidos se repartieron los 19 escaños restantes. Fue la primera vez en la historia tunecina que el partido en el poder (en este caso, la RCD) debía enfrentarse a cualquier tipo de oposición parlamentaria. La participación electoral fue del 95.47%.

## Resultados

### Presidencial
| Candidatos              | Candidatos              | Partidos                              | Votos     | %         |
| ----------------------- | ----------------------- | ------------------------------------- | --------- | --------- |
|                         | Zine El Abidine Ben Ali | Agrupación Constitucional Democrática | 2.987.375 | 100.0     |
| Votos válidos           | Votos válidos           | Votos válidos                         | 2.987.375 | 99,9      |
| Votos anulados          | Votos anulados          | Votos anulados                        | 2.505     | 0,1       |
| Total                   | Total                   | Total                                 | 2.989.880 | 100       |
| Participación electoral | Participación electoral | Participación electoral               | 94,47     | 94,47     |
| Electorado              | Electorado              | Electorado                            | 3.150.612 | 3.150.612 |
| Fuente: Nohlen et al.   |                         |                                       |           |           |

### Legislativa
| Partidos              | Partidos                                 | Votos     | %         | Escaños | +/–   |
| --------------------- | ---------------------------------------- | --------- | --------- | ------- | ----- |
|                       | Agrupación Constitucional Democrática    | 2.768.667 | 97,7      | 144     | +3    |
|                       | Movimiento de los Demócratas Socialistas | 30.660    | 1,1       | 10      | +10   |
|                       | Movimiento Ettajdid                      | 11,.299   | 0,4       | 4       | Nuevo |
|                       | Unión Democrática Unionista              | 9.152     | 0,3       | 3       | +3    |
|                       | Partido de la Unidad Popular             | 8.391     | 0,3       | 2       | +2    |
|                       | Partido Social Liberal                   | 1.892     | 0,1       | -       | Nuevo |
|                       | Asamblea Socialista Progresista          | 1.749     | 0,1       | -       | Nuevo |
|                       | Independientes                           | 1.061     | 0,0       | -       | -     |
| Votos válidos         | Votos válidos                            | 2.832.871 | 99,7      | 163     | +22   |
| Votos anulados        | Votos anulados                           | 8.686     | 0,3       |         |       |
| Total                 | Total                                    | 2.841.557 | 100       |         |       |
| Participación         | Participación                            | 95,5      | 95,5      |         |       |
| Electorado            | Electorado                               | 2.976.366 | 2.976.366 |         |       |
| Fuente: Nohlen et al. |                                          |           |           |         |       |